# 藤原清衡
藤原清衡（平假名：ふじわら の きよひら；1056年—1128年8月10日，天喜4年—大治3年7月17日）是日本平安時代末期武將，奧州藤原氏初代。陸奧國亘理豪族藤原经清與安倍賴時之女有加一乃末陪之子，乳名清丸。
按《尊卑分脉》记载，藤原經清系出藤原北家藤原秀鄉子孫。經清在前九年之役（1051年－1062年或1056年－1064年）與安倍氏一同敗亡，其妻則攜子再嫁清原武貞。清原武貞死後，長子清原真衡繼任。真衡因與在前九年之役獲有大功的長老兼姑丈吉彥秀武發生齟齬，且因決定讓無血緣的養子（从岩城氏处收养）繼承，並與其弟清衡及幼弟家衡（清衡的異父同母弟，家衡是清衡之母改嫁清原武貞所生）開戰。真衡在妻舅源義家的幫助下打敗二人，卻在進軍出羽的路上急病而死。
真衡死後，源義家將其所領的奧六郡平分給清衡與家衡－清衡得了和賀郡、江刺郡及膽澤郡；家衡得了岩手郡、紫波郡及稗貫郡。但家衡對此分配不滿，於應德3年（1086年）出兵偷襲清衡居所，清衡僅以身免，其他家人全遭殺害。清衡得到源義家幫助以對抗家衡，一度在沼柵（秋田縣橫手市雄物川町沼館）吃了一次敗仗。家衡聽從叔父清原武衡之言，將據點移至難攻不落的金澤柵（橫手市金澤中野），而義家聽從吉彥秀武之言改打兵糧戰，包圍金澤柵直到對方兵糧耗盡。家衡及武衡因無糧食而放火燒柵欲逃走，後來都被抓住並斬首。戰後，清衡回归本家，成為奧州藤原氏之祖。

## 任押領使
寬治5年（1091年），藤原清衡以黃金和名馬賄賂關白藤原師實，鞏固他在奧羽地區的統治地位，但在翌年6月，清衡被陸奥守藤原基家懷疑有開戰的企圖。寬治7年（1093年），清衡勢力下的平師妙、平師季父子反叛，襲擊了出羽國府。秋田城，這場叛變最終在寬治8年（1094年）被當時的陸奥守源義綱平定，清衡與此亂的關聯不明，一說清衡此時前後成為陸奧押領使，領有奧六郡（也有說是寬治3年）。

## 經營平泉
嘉保年間（1094年至1095年），藤原清衡遷居岩井郡平泉，開始建設城市中心與政治文化。嘉承2年（1108年），清衡在平泉興建宏偉的中尊寺，為奧州藤原氏四代100年的輝煌奠基。

## 登場作品
小說
- 蒼色蝦夷之血（德間書店、今東光著）
- 炎立（講談社、高橋克彥著）
- 奧州藤原四代記（PHP研究所、土橋治重（日语：土橋治重）著）
- 前九年後三年之戰 藤原清衡（日本橋出版、川村昭義著）

影視劇
- 炎立（1993年、NHK大河劇、演：村上弘明）